# قائمة زملاء الجمعية الملكية المنتخبين في 1990
هذه الصفحة تعرض قائمة زملاء الجمعية الملكية المُنتخبين لعام 1990.

## الزملاء
- George Jellicoe, 2nd Earl Jellicoe [الإنجليزية]‏
- سمير زكي
- Allen Hill (scientist) [الإنجليزية]‏
- Robert Fettiplace [الإنجليزية]‏
- جون ألبرت ريفن
- مان موهان شارما
- عزيم سوراني
- Erwin Gabathuler [الإنجليزية]‏
- Eric Jakeman [الإنجليزية]‏
- سيمون كونواي موريس
- هيرمان والدمان
- مايكل أشبورنر

## الأعضاء الأجانب
- ليمان سبيتزر
- إدوارد نورتون لورنتز
- ياسوتومي نيشيزوكا